# Jacques Guidon
Jacques Guidon (* 22. Juli 1931 in Zernez; † 16. September 2021 ebenda) war ein Schweizer Maler und Schriftsteller.

## Leben und Wirken
Jacques Guidon wurde in Zernez im Unterengadin geboren und wuchs dort mit Muttersprache Vallader auf. Ab 1947 liess er sich in Chur und Zürich zum Pädagogen ausbilden. Er wirkte von 1957 an als Sekundarlehrer in Zuoz. Zwischen 1954 und 1973 unternahm er ausgedehnte Reisen (Europa, USA, Mexiko und Kanada.)
Jacques Guidon gestaltete mit Mitteln von Mixed Media, Kunst am Bau, Holzschnitt, Zeichnung, Plastik, Collage, Siebdruck, er schuf auch Illustrationen, Plakate und Karikaturen. Als Schriftsteller kreierte er Theaterstücke und Lyrik, aber auch Kurzgeschichten und Aphorismen.

## Auszeichnungen (Auswahl)
- 2006: Bündner Kulturpreis
- 1999: Premi Cultural Paradies, Ftan
- 1991: Preis der Stiftung für Abendländische Besinnung, Zürich

## Ausstellungen (Auswahl)
Einzelausstellungen
- 2011: amo adüna – noch immer, Museum Chasa Jaura, Valchava
- 2009: Museum Sursilvan, Trun
- 2006: Stadthaus, Opfikon
- 2005: Museum Chasa Jaura, Valchava

Gruppenausstellungen
- 1996/1997: Übergänge. Kunst aus Graubünden 1936–1996. Bündner Kunstmuseum, Chur. (Mit Katalog.)
- 1985: Das Oberengadin in der Malerei. 18. Jahrhundert bis zur Gegenwart. Juni bis Oktober 1985. Segantini Museum, St. Moritz. (Mit Katalog.)

## Publikationen (Auswahl)
- Mit Renate Weber (Hrsg.): Da las Funtanas. Von den Quellen. Rätoromanische Anthologie (mehr-, vielsprachig) mit deutscher Übersetzung. EYE, Landeck 2006 (= Am Herzen Europas, 8.)